# أمي كولجهان (رواية)
أمي كولجهان؛ حكايات الظل والحرور، للكاتبة العمانية غنية الشبيبي، تتناول الرواية عدة قضايا مجتمعية، تتنوع بين الأساطير والمعتقدات الزائفه، وعصر النهضة على يد قابوس بن سعيد.

## أحداث الرواية
تدور الاحداث في "الحويرة" بمحافظة جنوب الباطنة لكولجهان التي سُميت نسبةً لصديقة والدتها البلوشية، وقد أعترض الكثيرون على اسمها، وتعيش كولجهان مع أختها الصغيرة وأخيها، ووالدها وجدتها، وزوجة والدها التي كانت بمثابة الأم الحنون لها وأخوتها.
تدور الأحداث بتزويجها للتاجر من ولاية صور، فتبتعد عن أهلها، لتعيش أحداثاً صعبة مع أهل زوجها.
تستمر الرواية بسرد أحداث متتابعة لننتقل لزمن آخر مع حفيدتها "حياة" والتي تصارع العالم بمرضها.

## أنظر ايضاً
- حرير الغزالة
- نارنجه
- دلشاد